# Корте Франка
Корте Франка је насеље у Италији у округу Бреша, региону Ломбардија.
Према процени из 2011. у насељу је живело 6282 становника. Насеље се налази на надморској висини од 225 м.

## Становништво
| 1951. | 1961. | 1971. | 1981. | 1991. | 2001. | 2011. |
| ----- | ----- | ----- | ----- | ----- | ----- | ----- |
| 3.641 | 3.798 | 4.001 | 4.683 | 5.305 | 6.282 | 7.078 |